# Tanja Hüberli
Tanja Hüberli, née le 27 août 1992 à Thalwil, est une joueuse de beach-volley suisse.

## Biographie
Tanja Hüberli est vice-championne d'Europe de beach-volley avec Tanja Goricanec en 2014. Au terme de la saison 2015, elle fait ensuite binôme avec Nina Betschart.
En 2018, Betschart et Hüberli remportent la médaille d'argent des championnats d'Europe.
Le duo est sacré champion d'Europe en 2021 à Vienne et médaillé d'argent aux Championnats d'Europe 2022 à Munich.